# Nicole Richie
Nicole Camille Richie, nata Escovedo, (Berkeley, 21 settembre 1981) è un'attrice, stilista, scrittrice e cantante statunitense.
Suo padre è Peter Michael Escovedo, un musicista che ha lavorato per un breve periodo per Lionel Richie, e sua madre, Karen, era la collaboratrice di Sheila Escovedo. Nicole Richie fu adottata da Lionel e dalla donna che era in quel periodo sua moglie, Brenda Harvey.
Richie è conosciuta per il suo ruolo di protagonista del programma The Simple Life che ha svolto assieme all'ereditiera Paris Hilton. Negli ultimi anni Nicole si è impegnata in opere di beneficenza e iniziative ambientaliste. A novembre 2007 Richie e suo marito, Joel Madden, hanno creato la Richie Madden Children's Foundation. La tumultuosa vita privata di Nicole Richie è stata spesso oggetto di notizie scandalistiche, soprattutto per quanto riguarda la sua estrema magrezza legata ad un disturbo alimentare, i suoi arresti per guida in stato di ebbrezza avvenuti tra il 2003 e il 2006 e il suo abuso di droghe avvenuto nei suoi anni postadolescenziali.

## Biografia
Nicole nacque a Berkeley, in California, il 21 settembre 1981 da Peter Michael Escovedo e Karen Moss, di origini inglesi, messicane e creole afroamericane della Louisiana. All'età di tre anni i suoi genitori la diedero in affido a Lionel Richie e Brenda Harvey, perché non erano in grado di sostenere economicamente la figlia. Riguardo a ciò Nicole ha commentato in un'intervista con la rivista People del 2003: "I miei genitori erano amici di Lionel. Erano fiduciosi del fatto che fosse la persona migliore per prendersi cura di me". Sempre a tre anni Nicole entrò in cura presso uno psicoterapeuta, rimanendo in cura per tutta l'infanzia.
Lionel Richie e Brenda Harvey adottarono legalmente Nicole quando aveva nove anni; poco dopo, il padre adottivo iniziò a frequentare un'altra donna, e in seguito divorziò da Harvey, per poi risposarsi. Dal nuovo matrimonio Lionel ebbe due figli: Myles (nato nel 1994) e Sofia (nata nel 1998). Nel 1986 Nicole iniziò a frequentare la Buckley School di Sherman Oaks, in California, dove incontrò Paris Hilton. Si diplomò alla Montclair College Preparatory School di Van Nuys nel 1999, per poi studiare Scienze della comunicazione per due anni all'Università dell'Arizona, dove conobbe Kourtney Kardashian e Luke Walton.

## Carriera

### Televisione e cinema

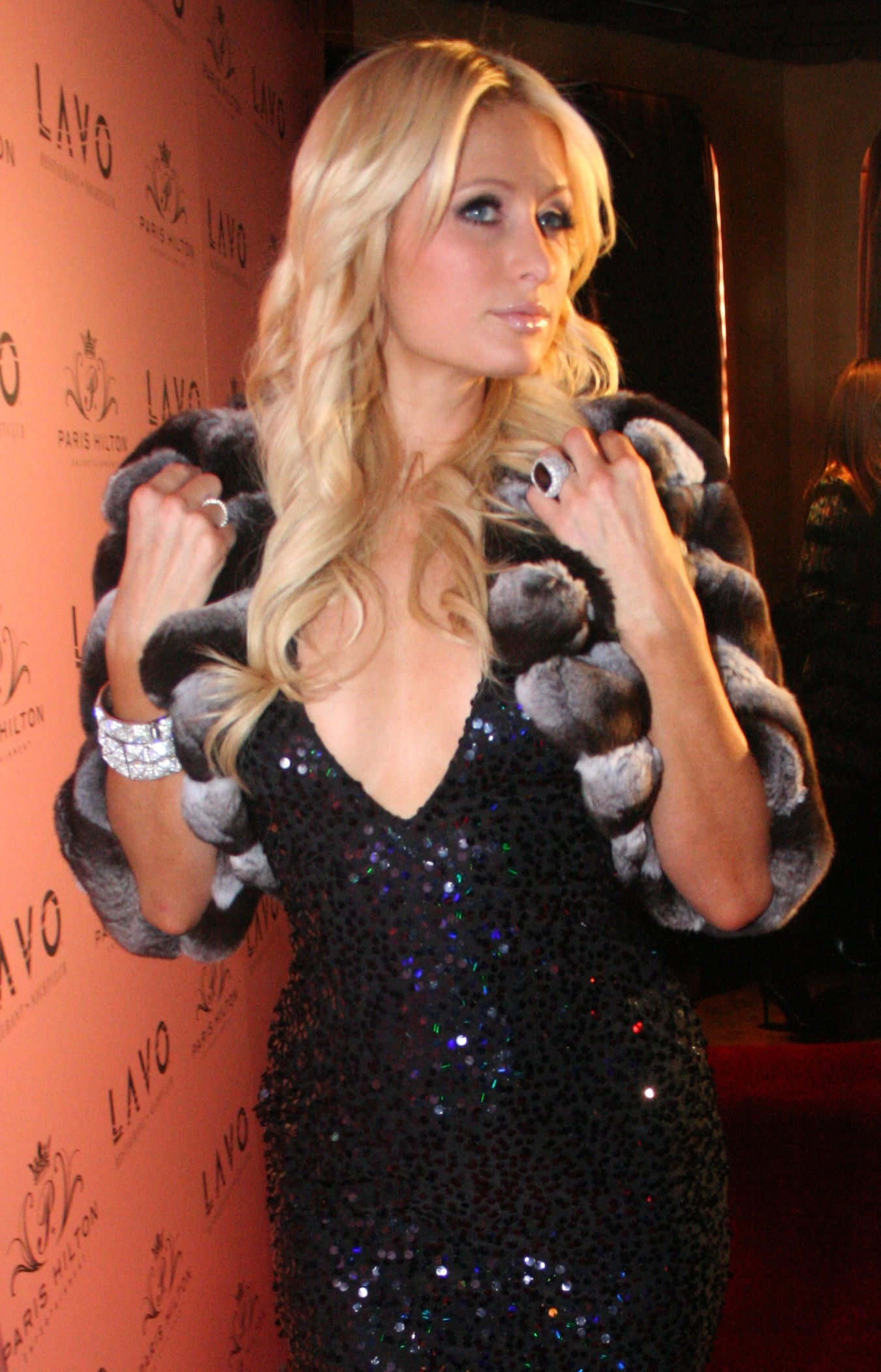
Nicole Richie è stata presentatrice del reality show The Simple Life assieme all'ereditiera e migliore amica Paris Hilton.

Nel 2003 Nicole Richie e la sua migliore amica Paris Hilton divennero le conduttrici del reality show The Simple Life, nel quale dovevano vivere per un mese con una famiglia nell'insediamento rurale di Altus, in Arkansas; il programma ha debuttato il 2 dicembre 2003 sul canale statunitense Fox. Il primo episodio venne visto da tredici milioni di persone, aumentando lo share del canale del 79%.
Il programma venne cancellato dalla Fox per via di un litigio fra Richie e Hilton, ma la sua quarta stagione fu successivamente mandata in onda sul canale E! Entertainment Television; questa ebbe un successo molto più basso delle precedenti, ricevendo solo circa un milione di ascolti, e fu seguita da una quinta stagione altrettanto infruttuosa. Durante la produzione della quinta stagione sorsero alcune complicazioni: entrambe le ragazze furono infatti oggetto di casi giudiziari per guida in stato di ebbrezza e rischiarono di essere rinchiuse in prigione. Hilton fu condannata a 23 giorni di reclusione a giugno 2007, dopo la fine della produzione del programma. A Richie vennero invece comminati quattro giorni di prigione, ma anche questa volta le registrazioni dell'intera nuova stagione di The Simple Life erano già state completate. Anche se era stata pianificata una sesta edizione, questa venne cancellata dal palinsesto.
Nel 2005 Nicole Richie ha fatto il suo debutto come attrice protagonista nel film Kids in America, diretto da Josh Stolberg, in cui interpreta Kelly Stepford. La Richie ha inoltre fatto comparsate in alcune serie televisive, tra le quali Eve, Six Feet Under, American Dreams e 8 semplici regole; ha inoltre ricoperto il ruolo di Heather Chandler nella serie Chuck. A luglio 2008 fu inoltre annunciata la produzione di una serie televisiva ispirata al romanzo di Nicole The Truth About Diamonds (2005). Il 1º gennaio fu confermato che Nicole Richie sarebbe stata giudice ospite nella prima puntata della settima stagione del talent show per stilisti Project Runway, andata in onda il 14 gennaio dello stesso anno.

### Moda

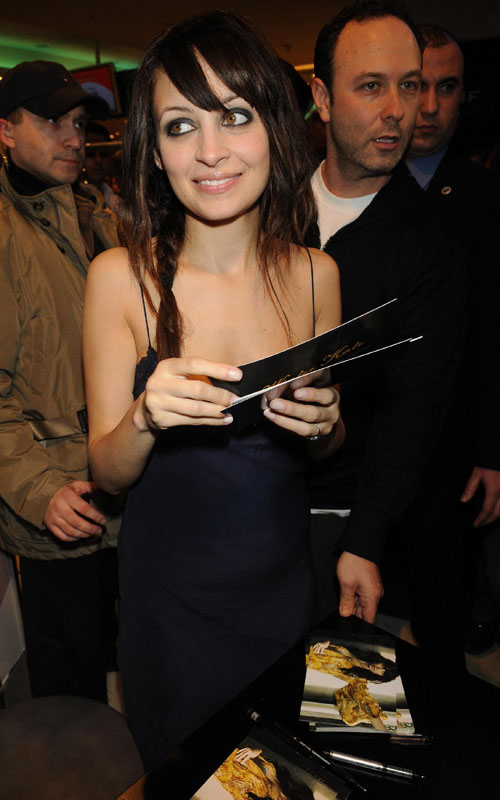
Nicole Richie promuove la sua collezione Winter Kate a Parigi, in Francia, il 24 febbraio 2010.

Ad aprile 2007 Nicole Richie ha annunciato che pianificava di voler creare una linea di bigiotteria, accessori e occhiali da sole, accompagnata da un profumo. Ad ottobre 2008 ha presentato House of Harlow 1960, la sua linea di gioielli. La linea fu inizialmente messa in commercio sulla boutique online Kitson's. Nella primavera del 2010 la linea venne ampliata, includendo anche vestiario e scarpe. Nel 2009 la Richie ha inoltre creato una linea di vestiti per la maternità per i negozi A Pea in the Pod; La linea venne chiamata Nicole. Il concetto della Richie nelle sue creazioni fu quello di vestiti che lei stessa avrebbe voluto indossare, essendo in quel periodo incinta del suo secondo figlio. A febbraio 2010 Nicole Richie ha lanciato una nuova collezione per donna chiamata Winter Kate, rispettivamente il secondo e il terzo nome di sua figlia. La collezione s'ispira a stampe e forme senza tempo su abiti di tessuto soffice dai motivi floreali.
Nello stesso anno, Nicole Richie ha vinto il premio come imprenditrice dell'anno in seguito al successo della House of Harlow 1960 ai Glamour Women of the Year Award. La stessa linea è stata inoltre nominata come miglior linea di moda ai Teen Choice Awards del 2010. A luglio 2011 è stato reso noto che House of Harlow 1960 avrebbe incluso una nuova collezione composta da quattordici borse, che è stata resa disponibile nei negozi Bergdorf Goodman, Neiman Marcus, Nordstrom e Shopbop.com. Nello stesso mese è stata inoltre confermata la partecipazione della Richie al programma di moda della NBC Fashion Star assieme a Jessica Simpson.

### Letteratura

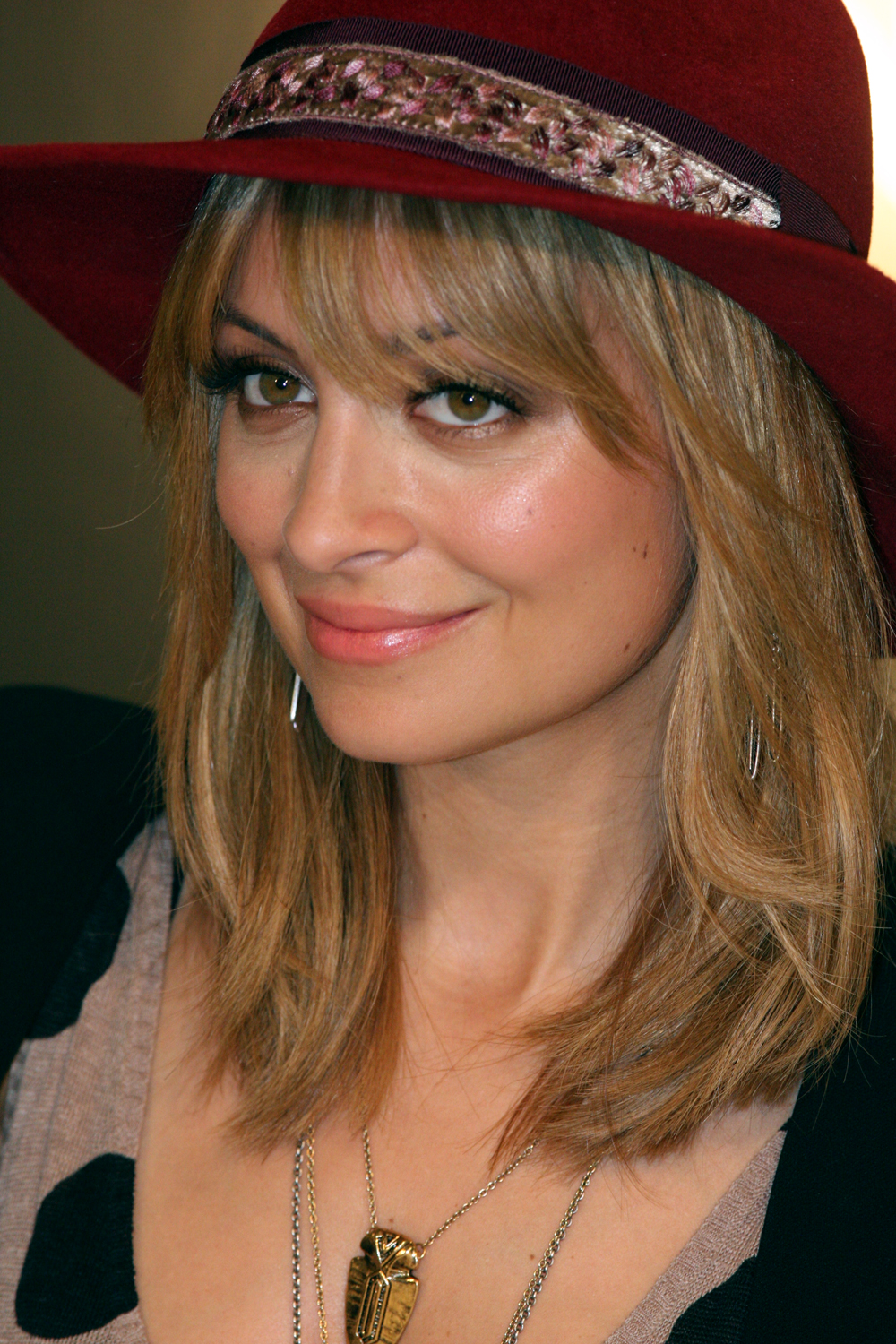
Nicole Richie nel 2012.

Nel 2005 Nicole Richie ha scritto un romanzo, intitolato The Truth About Diamonds, pubblicato dalla casa editrice Bharell Jackson Publishing l'8 novembre dello stesso anno. Il romanzo è basato sulla vita dell'autrice, ma è spesso arricchito da fatti inventati. Racconta della vita di Chloe Parker, la figlia adottiva di un cantante che passa la vita fra discoteche e feste a Hollywood, mentre è in una continua lotta contro la sua tossicodipendenza. A gennaio 2006 The Truth About Diamonds raggiunse la posizione numero 32 nella classifica dei romanzi più venduti redatta dal New York Times. Il secondo romanzo della Richie, intitolato Priceless, è stato pubblicato il 28 settembre 2010. Parla di una ragazza che perde tutto ciò che possiede e impara progressivamente a riconoscere i veri valori nella vita.

### Musica
Nicole Richie è stata un membro del gruppo rock Darling. Ha fatto il suo debutto nel mondo della musica a febbraio 2005, durante un'esibizione dal vivo nel programma The View, sul canale ABC, durante la quale ha suonato il pianoforte. Nonostante si parlasse del fatto che la Richie stava lavorando sul suo album di debutto, Nicole ha smentito le voci durante un'intervista con la rivista People, dicendo: "Prima o poi vorrei incidere un disco, ma al momento ho già tanto su cui lavorare."
Nel 2004 la Richie ha partecipato alle audizioni per il musical di Broadway Rent nel ruolo di Maureen, ma non ha ottenuto la parte. Nel 2008 le è stato offerto il ruolo da protagonista nel musical Chicago, nel quale ha interpretato Roxie Hart. A febbraio 2010 Nicole Richie registrò, assieme a molti altri artisti internazionali, il singolo di beneficenza We Are the World 25 for Haiti i cui ricavati sarebbero andati in aiuto alle vittime del terremoto di Haiti del 2010. Dell'esperienza ha detto: "Avevo quattro anni quando guardavo mio padre incidere We Are the World, e oggi succede lo stesso. Sono contenta di aiutare a fare qualcosa in aiuto a qualcuno."

## Vita privata

### Vita sentimentale

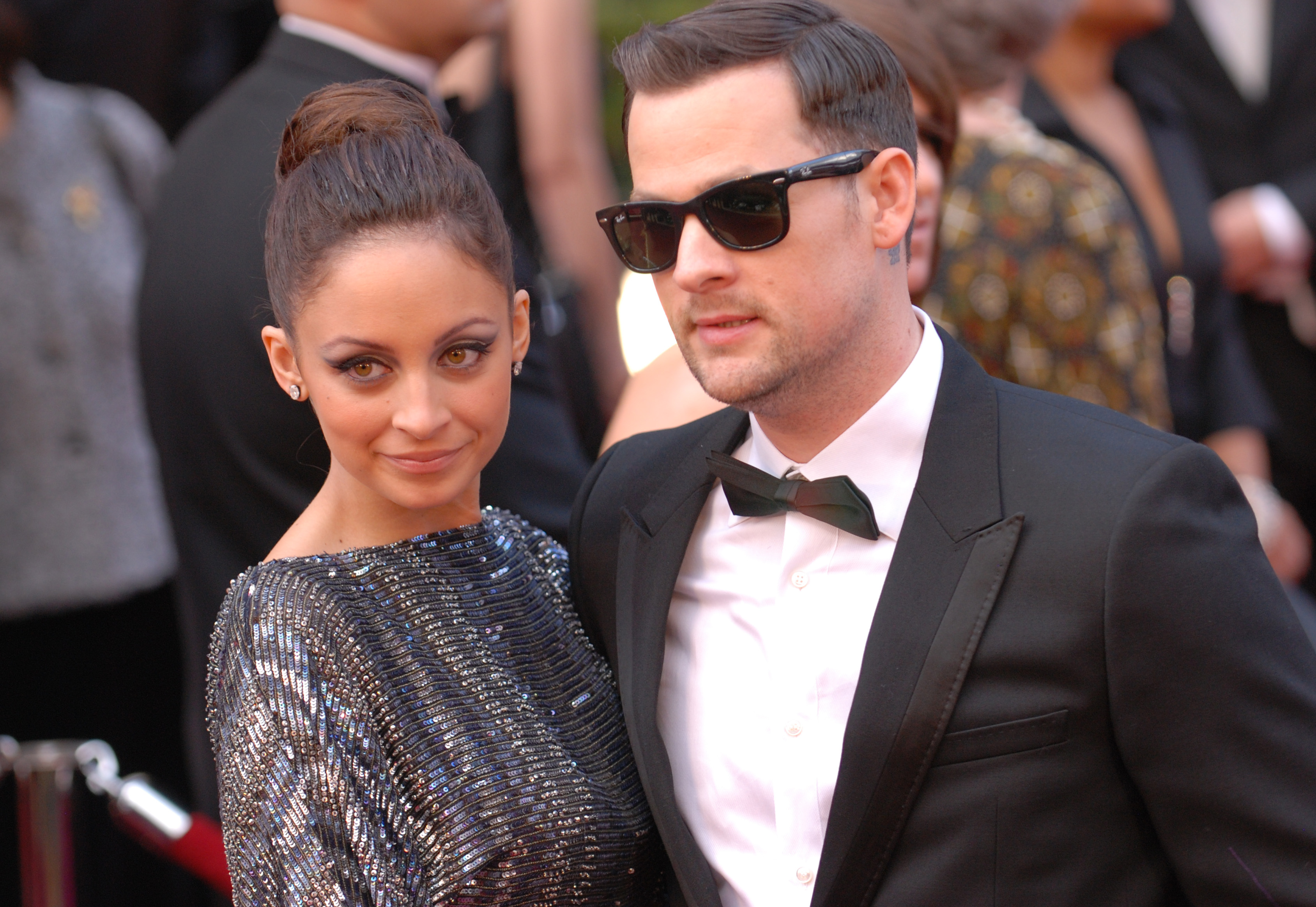
Nicole Richie e Joel Madden nel marzo 2010.

Ha avuto una relazione con il DJ Adam Goldstein fra il 2003 e il 2005; la loro storia è finita nove mesi dopo l'ufficializzazione del loro fidanzamento. Nicole Richie ha inoltre avuto una breve relazione con l'amico d'infanzia Brody Jenner, attore del reality show di MTV The Hills.
La Richie ha iniziato la sua relazione con il frontman dei Good Charlotte Joel Madden nel dicembre del 2006. Da allora hanno avuto due figli: Harlow Winter Kate Richie Madden (nata l'11 gennaio 2008) e Sparrow James Midnight Madden (nato il 9 settembre 2009). La coppia ha ufficializzato il fidanzamento a febbraio 2010 e si è sposata l'11 dicembre 2010.

### Problemi alimentari
Nei primi mesi del 2006 Nicole Richie ha iniziato ad apparire in pubblico con un corpo progressivamente più magro, dopo le due stagioni di The Simple Life, nelle quali il suo peso era notevolmente maggiore. A maggio dello stesso anno ha raccontato a Vanity Fair: "So di essere troppo magra al momento, e non vorrei che qualche ragazzina mi guardi e dica, 'è così che voglio essere'." Altrove ha affermato: "ho iniziato a vedere un nutrizionista e un dottore. Temevo che potesse essere qualcosa di peggio." In questo periodo fu inoltre reso noto che la Richie aveva assunto un personal trainer e che prendeva appuntamenti da uno psichiatra. A settembre 2006 Nicole ha asserito: "Non sono anoressica. Non sono bulimica. Non ho un disturbo alimentare." Il 27 ottobre 2006 venne annunciato che Nicole Richie desiderava iniziare un trattamento poiché non riusciva ad ingrassare; il trattamento che seguì non era tuttavia indicato a persone con disturbi alimentari. A marzo 2007 la Richie venne ricoverata in ospedale per disidratazione; il 21 marzo le fu diagnosticata l'ipoglicemia.

### Casi giudiziari

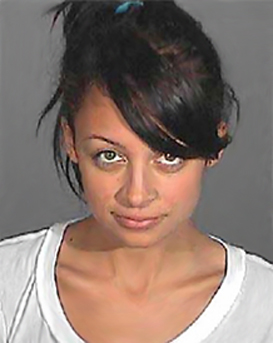
Fotografia scattata al Los Angeles County Sheriff's Depart dopo essere stata arrestata per guida senza patente e guida in stato di ebbrezza.

A febbraio 2003 Nicole Richie fu arrestata a Malibù, in California, e venne multata per essere in possesso di eroina e per essere stata scoperta guidare con una patente di guida ritirata. L'11 dicembre 2006 la Richie venne nuovamente arrestata dalla California Highway Patrol per non aver superato un test alcolemico. Fu quindi multata per guida in stato di ebbrezza sulla Ventura Freeway, fra le città californiane di Burbank e Glendale. Molti automobilisti avevano riportato una Mercedes-Benz Classe G nera che era entrata nella strada dall'uscita e si era immessa nella corsia errata. Nicole ha ammesso che aveva fatto uso di marijuana e di Vicodin prima di guidare quel giorno. Il 27 luglio 2007 la Richie fu condannata a quattro giorni di prigione, ma vi passò soltanto 82 minuti: iniziò la sua pena nel Century Regional Detention Center di Lynwood alle 15:15 del 23 agosto 2007 e venne rilasciata alle 16:37 dello stesso giorno. Una portavoce dello sceriffo del dipartimento ha raccontato alla rivista People che la Richie era stata rilasciata per "sovrappopolamento della prigione."
La Richie ha confermato la sua partecipazione ad un programma antialcolismo della durata di diciotto mesi, decisione presa per volere della Corte Suprema della California. Il 22 giugno 2008 la durata del programma fu estesa di un anno fino a marzo 2011 per le sue assenze. Nonostante ciò, la Richie riuscì a terminarlo il 29 dicembre 2010, dopo che il suo avvocato ebbe presentato le prove ai giudici del fatto che ella lo aveva effettivamente portato a termine.

## Beneficenza
A novembre 2007 Nicole Richie e il fidanzato Joel Madden hanno fondato la Richie Madden Children's Foundation. Nicole, Joel e Benji Madden, in collaborazione con l'UNICEF, hanno dato vita ad una raccolta fondi a marzo 2009. Hanno venduto 143 pompe idrauliche finalizzate a portare acqua nei villaggi poveri dell'Africa e hanno donato 100.000 dollari in beneficenza. Il 2 aprile 2009 Esprit Holdings ha donato il 10% del ricavato delle proprie vendite di un loro nuovo negozio alla Richie Madden Children's Foundation. A febbraio 2010 i membri della fondazione hanno creato una "tazza con un buon fine", ossia un contenitore per bevande per promuovere l'organizzazione benefica 7-Eleven. Durante lo stesso anno hanno inoltre lavorato con l'organizzazione Beyond Shelter, devota a procurare un rifugio alle famiglie senzatetto di Los Angeles.
A maggio 2008 la Richie e Madden hanno fatto parte di una campagna pubblicitaria dell'UNICEF finalizzata a portare aiuto alle vittime di un ciclone che ha colpito in quel periodo la Birmania. La coppia si è inoltre adoperata a scrivere blog sul sito dell'UNICEF per esortare i lettori ad aiutare i bambini bisognosi. Nicole è stata membro dell'Environmental Media Association per molti anni e ha preso parte nella loro campagna promozionale a maggio 2009. Ogni membro, tra cui la Richie, ha "adottato" una scuola per aumentare la conoscenza dell'organizzazione e per sensibilizzare gli studenti all'educazione ambientale. Ha inoltre partecipato all'asta di beneficenza di vestiti di seconda mano svolta sul sito handmedowns.com. Il ricavato è andato nelle casse della Richie Madden Children's Foundation, che ha adoperato il denaro nell'aiutare i bambini bisognosi sia negli Stati Uniti che negli altri Paesi del mondo.

## Filmografia

### Cinema
- Kids in America, regia di Josh Stolberg (2005)
- Summer Camp, regia di Castilel Landon (2024)

### Televisione
- The Simple Life – reality show (2003-2007)
- Six Feet Under – serie TV, episodio 4x12 (2004)
- Eve – serie TV, episodio 1x13 (2004)
- Rock Me Baby – serie TV, episodio 1x19 (2004)
- American Dreams – serie TV, episodio 3x2 (2004)
- 8 semplici regole (8 Simple Rules) – serie TV, episodio 3x24 (2005)
- Chuck – serie TV, episodi 2x04, 4x03 (2008-2010)
- The New Normal - serie TV, episodio 1x08 (2012)
- Grandi notizie (Great News) – serie TV, 23 episodi (2017-2018)

## Doppiatrici italiane
- Ilaria Latini in Chuck (ep. 2x04)
- Laura Latini in Chuck (ep. 4x03)
- Francesca Manicone in Grandi notizie

## Libri
- (EN)  2005 - The Truth About Diamonds, HarperEntertainment. ISBN 0-0608-2048-9
- (EN)  2010 - Priceless, Atria Books. ISBN 1-4391-6615-3